# Sebastian Peetz

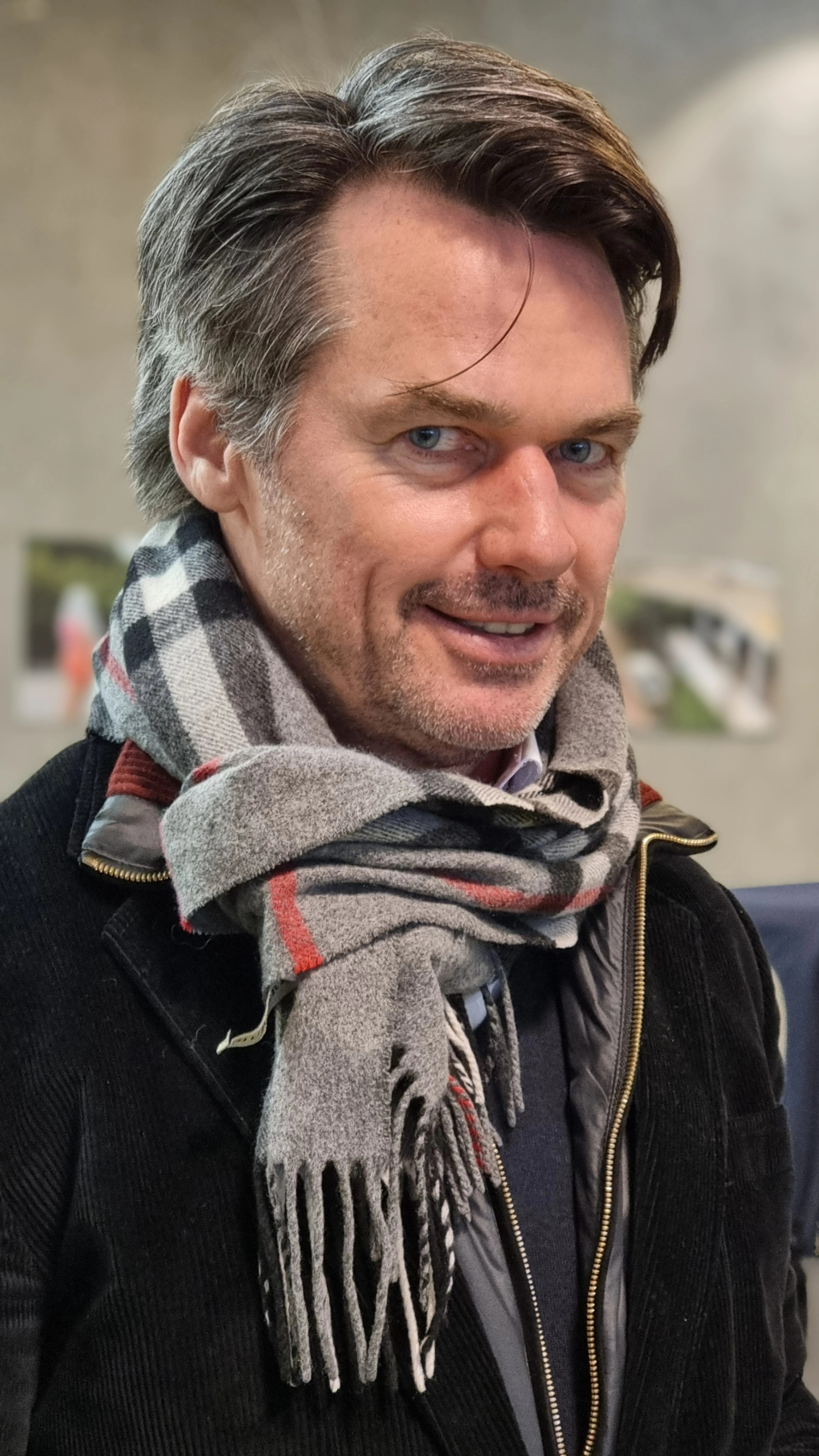
Sebastian Peetz Anfang März 2024

Sebastian Peetz (geboren 3. Dezember 1968 in Hannover) ist ein mehrfach international ausgezeichneter deutscher Künstler und Designer. Er ist Absolvent des Art Center College of Design (Europe) aus dem Jahr 1992. Seinen Arbeiten gemein ist der markante Strich und ein häufig narratives Ideengerüst – gezeichnet, gemalt oder geschnitten und dreidimensional aufgeblättert.
Er ist ein Vertreter des Figuralismus.

## Leben
Peetz wanderte 1985 in die USA aus und verbrachte ein Jahr an der Portsmouth Abbey School, Rhode Island. Seine dortigen Erfahrungen legten den Grundstein für seine kreative Ausrichtung. So erstellte er für das Jahrbuch die Seitenlayouts, entwarf am Macintosh 512 sein erstes digital reingezeichnetes Logo, das er in einer kleinen Druckerei in Newport, Rhode Island, drucken ließ und nahm am Unterricht für Ölmalerei und klassisches Zeichnen nach der Natur teil. Sein Abitur legte er 1989 in Baden-Württemberg mit Graecum und großem Latinum ab. Peetz studierte von 1989 bis 1992 in der Schweiz am US-College Art Center (Europe) Typographie, Zeichnen und Design (Abschluss with Honors, 1992). Er stellte seine erste Arbeit in der Axis Gallery (Tokio) aus, bevor er in Paris von 1993 bis 1996 drei Jahre bei dem französischen Designer Philippe Apeloig zunächst in die Lehre ging und später als Partner arbeitete. 1994 zeichnete Peetz für den Linotype-Wettbewerb die Schrift Optha 1, eine auf Braille basierende Schrift nach dem lateinischen Alphabet. Sie ist tastbar für Sehbehinderte und gleichzeitig als lateinische Buchstaben lesbar.
1996 kehrte Peetz nach Hannover zurück und gründete sein Atelier für Kunst und Gestaltung peetz & le peetz design.
Seit 2002 hält Peetz jährliche Gastvorlesungen über Gestaltung an der Technischen Hochschule in Lund (Schweden). Er ist seit 2015 stellvertretender Vorsitzender im Ausstellungsausschuss des Kirchenvorstandes der Marktkirche Hannover.
Fünfmal zeichnete Peetz den „Monstren-Kalender“, eine schwarz-weiße Sammlung von jeweils 13 getuschten Karikaturen und Fratzen (1999 bis 2003). 2005 zeichnete Peetz den Kirchentage-Kalender mit erklärenden Zeichnungen zu den christlichen Feiertagen und textlichen Erklärungen von Manfred Becker-Huberti. 2007 verfasste er die Schrift Kunst im Unternehmerhafen anlässlich einer Podiums-Kunstapologie mit Maja Stadler-Euler unter Vorsitz der Kultursenatorin Prof. Dr. Karin v. Welck in Hamburg mit Katalog. Im Jahre 2008 widmete Peetz sich dem Schattentheater und erzählte Shakespeares Sommernachtstraum in 60 goldenen Schattenbildern nach. 2019 wurden bei Leticia Maciel in Genf großformatige narrative Portraitwerke aus den Jahren 2008 bis 2018 gezeigt. In einem übergroßen verspiegelten Hashtag stand Sebastian Peetz während einer öffentlichen Performance und zeichnete digitale Porträts der Ausstellungsbesucher. Die Ergebnisse ließen sich auf Mobilgeräte laden. Im Mai 2019 startete Peetz »Mnemometrix«, ein „digitales Liniengedächtnis“, bei dem er sich Abbildungen sämtlicher Einflussgeber seines Lebens vornimmt, einfärbt und mit weißen Digital-Linien konturiert. Diese rein digitale Zeichentechnik definiert Peetz als „Pawtrace“ – mit der Hand (engl. paw = Pfote) ein unterlegtes Bildmaterial bemalen (engl. trace = nachzeichnen).
Im September 2019 schuf Peetz als Teil der Bewerbung der Landeshauptstadt Hannover zur Kulturhauptstadt Europas 2025 vierzehn künstlerische Wahlplakate mit zentralen europäischen Fragen. Ebenfalls im September wurde bekannt, dass das skulptural gestaltete Bid Book der Landeshauptstadt um den Roman von Juan S. Guse für dieselbe Bewerbung von Peetz konzipiert und gestalterisch umgesetzt wurde. Hannover konnte damit den Vorentscheid gewinnen und erhielt Einzug ins Finale. Die finale Bewerbung konzipierte Peetz als eine 21 Meter lange Schriftrolle aus Textil, die in einer transparent-orangen Zeitkapsel aus dem fiktiven Jahr 2059 in das gegenwärtige Hannover über ein Rohrpost-System per Raum-Zeitkrümmung zurückgesendet worden sei. Es war das erste jemals an einem Stück produzierte Bewerbungsbuch einer europäischen Stadt und wurde für das Design mehrfach international ausgezeichnet.

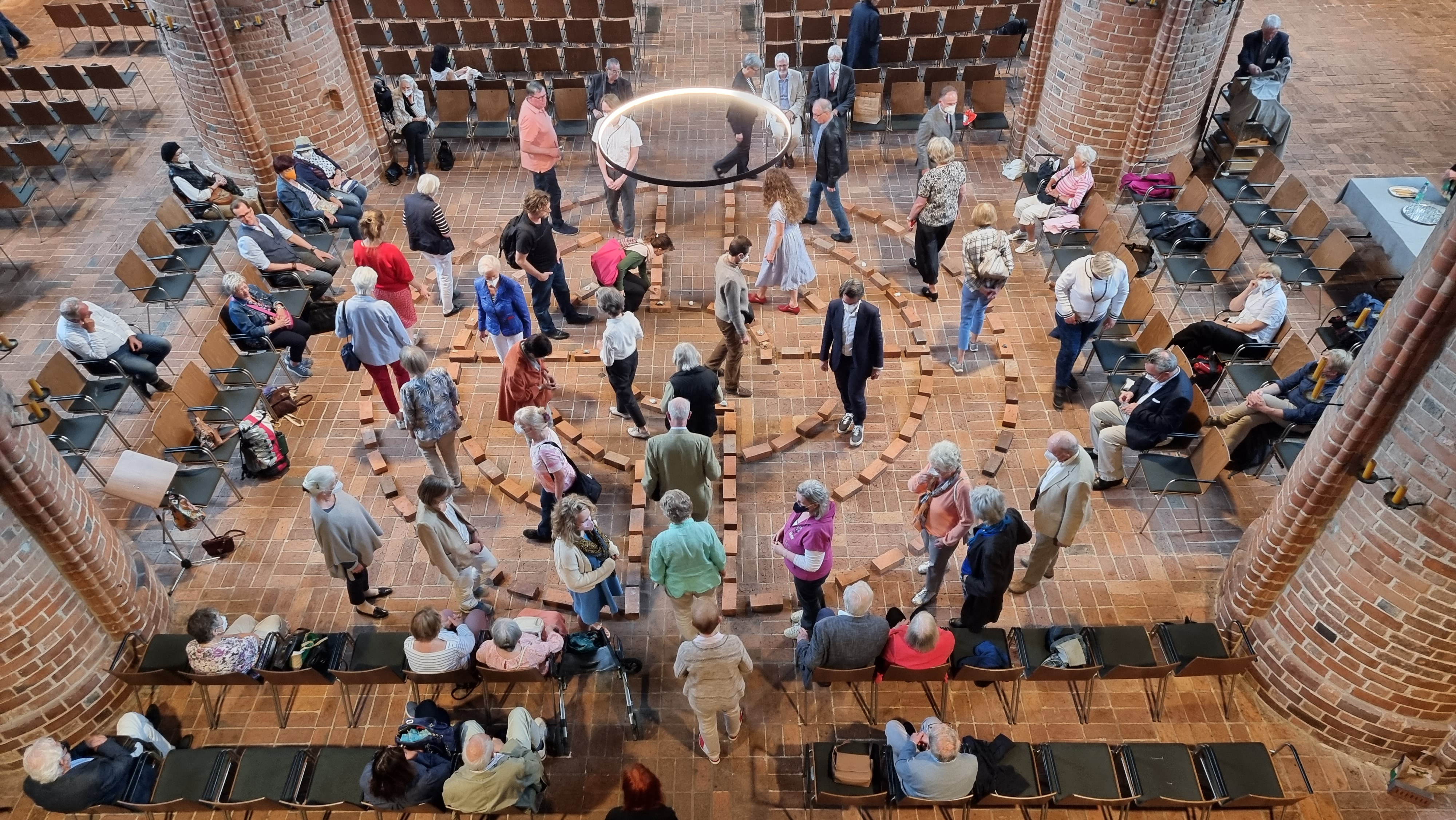
Von Peetz gemeinsam mit Sylvia Hartje und Pastor Marc Blessing entwickelte interaktive Kunstinstallation Steine im Wandel in der Marktkirche von Hannover

2022 zeichnete Peetz für das Foyer des Motel One im Kurierhaus an der Oper Hannover das großformatige Lichtstrichwerk ›Kurierpärchen‹, das aus durchleuchtetem Epoxidharz gegossen wurde. Für seinen Werkzyklus ›Hannover Himmlisch‹ wurden für die 171 Zimmer metergroße Halbspiegel in stilisierter Zeitungsform des historischen Hannoverschen Kuriers gefertigt, welche fotografierten Himmel über charakteristischen Besichtigungsorten der Stadt durchscheinen lassen. Im selben Jahr errichtete Peetz in der Marktkirche Hannover, anlässlich des Jahrestages des Wiederaufbaus durch Dieter Oesterlen 1952, aus historischen original Klinkersteinen ein Land Art Gedenklabyrinth.
In der Ausstellung »Ein Paradies für die Neue Kunst« im Kunstmuseum Drachten DR8888 in den Niederlanden wurden 2023 einem internationalen Publikum die Arbeiten für Hannovers Kulturhaupstadtbewerbung mit Videos, Wandbildern, Druck und in Vitrinen präsentiert.
Für die Fritz Behrens Stiftung gestaltete er die Skulptur für den Jugendpreis ›Fritz‹, ausgelobt anlässlich des 100-jährigen Stiftungsjubiläums, aus einer wenige Millimeter dünnen Steinplatte als gewölbte Schriftrelief-Plastik.
2025 wurde das mit 1.241 m² bislang größte Triptychon »Leben« im öffentlichen Raum Hannovers an der Marktkirche unter Einsatz von Fassadenkletterern installiert. Es ist ein weithin sichtbares Signal für den 39. Deutschen Evangelischen Kirchentag. Die schwarz-weiße Tafel ›Exitus Genesis‹ interpretiert die Schöpfungstage in einer kryptografischen Bildsprache und setzt sie in Relation zum menschlichen Wirken. In der für Peetz charakteristischen Zeichenstruktur wird die Frage nach der Finalität der Schöpfung aufgeworfen. Neben seinem inhaltlichen Diskussionsangebot ist das Monumentalwerk inzwischen eine Touristenattraktion.
Sebastian Peetz ist verheiratet und Vater von drei Kindern.

## Werke
- Good braille my love Ein Poster in Optha1, gezeigt erstmals in der Galerie Anatome 2003
- Paradiso Haptograficò mit Lorenzo Castore gezeigt erstmals in der Galerie Vu 2006 und im Pavillon Carré de Baudouin 2009
- Preisträger-Skulptur des Internationalen Violinwettbewerbs ab 2009
- Plakatmotiv zur Fête de la Musique für Hannover 2008, 2009, 2010, 2011, 2012, 2013 und 2014
- Das menschliche Rathaus, Metallskulptur Rathaus Hannover, 2013
- Eva Tell, Spiegelskulptur, Juxtaposition von Gründung der Schweiz und Eva aus dem 1. Buch Mose, Privatsammlung, Genf, 2019
- Bid Book Hannover, Bewerbungsbuch für Hannovers Bewerbung um den Titel Kulturhauptstadt Europa 2025
- Kurierpärchen, Lichtstrichwerk, Foyer Motel One an der Oper Hanover, 2022
- Leben, 1.241 m² großes Triptychon mit den Tafeln ›Jesu Leben‹, ›Paradies‹ und ›Exitus Genesis‹, 2025

## Öffentliche Sammlungen
- Sprengel Museum Hannover, Grafische Sammlung, 2021
- Museum Drachten DR8888, Niederlande, 2023

## Ausstellungen (Auswahl)
| - 1991 Axis Gallery Tokio, Japan Univers - 1996 Peetzer Salon, Hannover, Pariser Zeit - 1998 Rittersalon, Andwerken - 2000 Salone Satellite, Mailand, Coppermetrics - 2001 Siebentagewoche, Mägde und Knechte - 2003 Galerie Anatome Paris, Braille - 2003 Kühlhaus Schlachthof Hannover, Portographica | - 2004 Zimmermann Portographica - 2006 Galerie Vu, Paris, 80+80 - 2007 Fotografie-Festival von Pingyao, (China) - 2008 Frankfurter Buchmesse, Schattentheater, Schattenbilder zur Buchvorstellung - 2019 Galerie Espace_L / Leticia Maciel Genf, Schweiz, Peetz Portraits - 2023 Kunstmuseum Drachten DR8888, Niederlande, Ein Paradies für die Neue Kunst |

## Auszeichnungen
- Stipendium Ninth Term Honors 1992, Post Graduate Scholarship, ArtCenter Pasadena/Los Angeles, USA
- iF Design Award 2020, Kategorie ›Communication‹, für das Bid Book Hannover ECoC 2025[22]
- Red Dot Design Award 2020, Kategorie ›Brands & Communication‹ für das Design des Bid Book Hannover[23]
- German Design Award 2021, Design des Bid Book Hannover, Kategorie ›Excellent Communications Design‹[24]
- Red Dot Design Award 2021, Kategorie ›Brands & Communication‹, Buchtypografie und Design einer futuristischen Zeitkapsel-Schriftrolle[25]
- iF Design Award 2021, Design einer Zeitkapsel-Schriftrolle aus dem fiktiven Jahr 2059, Kategorie ›Communication‹[26]
- Creative Communication Award, Los Angeles, Winner 2021 in Art & Culture Books[27]
- German Design Award 2022, ausgezeichnet für Avantgardistisches Design und Typografie ›Zeitkapsel-Schriftrolle‹, Kategorie ›Excellent Communications Design‹[28]
- London International Creative Competition, London, UK, Kategorie Graphik, Winner ›Finest Work in the Competition 2021‹[29]
- Architecture & Design Award 2022, Honorable Mention ›Kurierhaus Hannover‹, Halbspiegelfotografien[30]
- International ADC, Bronze Winner 2022, Kategorie ›Hotel Interiors‹[31]